# Список Героев Социалистического Труда (Атабаев — Аяускайте)
Эта страница является частью списка Героев Социалистического Труда и перечисляет в алфавитном порядке лиц, удостоенных звания Героя Социалистического Труда, чьи фамилии начинаются с буквы «А», от Атабаев до Аяускайте.
- Список не включает дважды и трижды Героев Социалистического Труда, а также лиц, лишённых этого звания.
- Список содержит информацию о датах жизни, роде деятельности и дате присвоения звания Героя.
- Герои, удостоенные звания посмертно, выделены в списке  серым цветом .
- Герои, сменившие фамилию после присвоения звания, приводятся в списках дважды, при этом строка с новой фамилией выделяется  бежевым цветом  и не имеет номера.

## Список людей, фамилии которых начинаются с «А»
| Навигационная таблица | Навигационная таблица  |
| --------------------- | ---------------------- |
| «А»                   | Абаев — Авшалумов      |
| «А»                   | Ага Дадаш — Акыниязов  |
| «А»                   | Алабугина — Алямкина   |
| «А»                   | Амадалиев — Анюховская |
| «А»                   | Апайков — Асютченко    |
| «А»                   | Атабаев — Аяускайте    |

| №         | Фамилия, имя, отчество                   | Даты жизни              | Деятельность | Дата присвоения | ГС         |
| --------- | ---------------------------------------- | ----------------------- | --- | --------------- | ---------- |
| 1         | Атабаев Абдураим                         | 19.12.1909 — ????       | Звеньевой колхоза имени Калинина Науского района Ленинабадской области | 01.03.1948      | [ ГС 1 ]   |
| 2         | Атабаев Токтобай                         | 1933—2004               | Буровой мастер Улуутауской геологоразведочной партии Южно-Киргизской геологической экспедиции Министерства геологии Киргизской ССР                                                      | 04.07.1966      | [ ГС 2 ]   |
| 3         | Атабаева Ходжалхон                       | 15.01.1915 — ????       | Звеньевая колхоза «Коммунист Таджикистана» Сталинабадского района Сталинабадской области                                                                                                | 19.03.1947      | [ ГС 3 ]   |
| 4         | Атабаева Яхшигуль                        | 1920 — ????             | Звеньевая колхоза имени Кагановича Янги-Юльского района Ташкентской области | 27.04.1948      | [ ГС 4 ]   |
| 5         | Атабалов Байджан                         | 01.06.1927 — ????       | Бригадир колхоза «Ашхабад» Марыйского района Марыйской области | 10.02.1975      | [ ГС 5 ]   |
| 6         | Атабеков Нур                             | 1929 — ????             | Бригадир колхоза имени Ленина Куйбышевского района Курган-Тюбинской области | 30.03.1982      | [ ГС 6 ]   |
| 7         | Атабекова Олмосхан                       | 1922—1987               | Председатель колхоза имени Фрунзе Базар-Курганского района Джалал-Абадской области | 15.02.1957      | [ ГС 7 ]   |
| 8         | Атабекова Орынкуль                       | 1910 — 04.03.1982       | Звеньевая Джамбулского свеклосовхоза Министерства пищевой промышленности СССР, Джамбулская область                                                                                      | 08.05.1948      | [ ГС 8 ]   |
| 9         | Атабекян Затик Маркаровна                | 1921 — ????             | Звеньевая колхоза «Кармир ранчпар» Иджеванского района Армянской ССР | 14.06.1950      | [ ГС 9 ]   |
| 10        | Атабиев Магомед Кицбатырович             | 22.03.1915 — 11.10.1999 | Председатель колхоза «Москва» Советского района Кабардино-Балкарской АССР | 25.06.1985      | [ ГС 10 ]  |
| 11        | Атаджанов Джумадурды                     | 1913—1969               | Председатель колхоза имени Хрущёва Марыйского района Марыйской области | 14.02.1957      | [ ГС 11 ]  |
| 12        | Атаджанов Хаит                           | 1899 — ????             | Звеньевой колхоза имени Тельмана Ильялинского района Ташаузской области | 30.06.1950      | [ ГС 12 ]  |
| 13        | Атаев Джурабай                           | 1922 — ????             | Звеньевой колхоза имени Сталина Ленинабадского района Ленинабадской области | 01.03.1948      | [ ГС 13 ]  |
| 14        | Атаев Овелек                             | род. 1932               | Чабан колхоза «Коммунизм» Каахкинского района Ашхабадской области | 10.03.1976      | [ ГС 14 ]  |
| 15        | Атаев Реджепкулы                         | 18.04.1920 — 11.12.1972 | Председатель колхоза «Большевик» Ильялинского района Ташаузской области | 30.06.1950      | [ ГС 15 ]  |
| 16        | Атакаррыев Алла Берды                    | 16.09.1909 — 20.09.1975 | Председатель колхоза «Зарпчи» Марыйского района Марыйской области | 05.04.1948      | [ ГС 16 ]  |
| 17        | Атакишиева Масми (Меслия) Алимардан кызы | 21.03.1924 — 02.03.1999 | Учительница Ахсуинской средней школы Ахсуинского района Азербайджанской ССР | 01.07.1968      | [ ГС 17 ]  |
| 17.000001 | Атакузиев Рахматулла (Уйгун)             | 14.05.1905 — 22.04.1990 | Поэт и драматург, народный поэт Узбекской ССР, гор. Ташкент | 14.05.1985      | [ ГС 18 ]  |
| 18        | Атакулов Базарбай                        | 1905 — ????             | Председатель колхоза имени Маленкова Алты-Арыкского района Ферганской области | 11.01.1957      | [ ГС 19 ]  |
| 19        | Аталаева Ольга Тихоновна                 | 21.07.1920 — 11.01.2002 | Птичница колхоза «Сила» Горномарийского района Марийской АССР | 22.03.1966      | [ ГС 20 ]  |
| 20        | Атаманов Николай Николаевич              | 22.04.1907 — 23.08.1973 | Машинист паровоза Сталинградского паровозного депо Сталинградской железной дороги | 05.11.1943      | [ ГС 21 ]  |
| 21        | Атаманова Агафья Харлампиевна            | 19.04.1921 — 17.05.2009 | Звеньевая колхоза «Красный богатырь» Больше-Новосёлковского района Сталинской области                                                                                                   | 10.05.1948      | [ ГС 22 ]  |
| 22        | Атаманюк Николай Тодерович               | 15.04.1940 — 20.11.2016 | Бригадир электросварщиков Курганского машиностроительного завода Министерства оборонной промышленности СССР                                                                             | 16.01.1974      | [ ГС 23 ]  |
| 23        | Атамедов Куванч                          | 1915 — ????             | Председатель колхоза «3 пятилетка» Калининского района Ташаузской области | 21.07.1950      | [ ГС 24 ]  |
| 24        | Атамурадов Курбандурды                   | 1896 — 27.05.1972       | Председатель колхоза «Красный Октябрь» Туркмен-Калинского района Марыйской области | 14.02.1957      | [ ГС 25 ]  |
| 25        | Атамуратов Ядгар                         | 1914 — ????             | Звеньевой виноградарского совхоза № 4 Министерства пищевой промышленности СССР, Бухарская область                                                                                       | 01.11.1951      |            |
| 26        | Атаназаров Абдупато                      | 08.10.1914 — 1996       | Председатель колхоза «Большевик» Сталинабадского района Сталинабадской области | 01.03.1948      | [ ГС 26 ]  |
| 27        | Атанепесов Баджиман                      | 1918 — ????             | Звеньевой колхоза «Большевик» Куня-Ургенчского района Ташаузской области | 11.06.1949      |            |
| 28        | Атанепесов Курбанкылыч                   | род. 1931               | Бригадир колхоза имени Молланепеса Векиль-Базарского района Марыйской области | 26.02.1990      |            |
| 29        | Атаниязов Байрам                         | 1913 — ????             | Звеньевой колхоза имени Тельмана Ильялинского района Ташаузской области | 30.07.1951      | [ ГС 27 ]  |
| 30        | Атанов Ораз                              | 1910 — ????             | Бригадир колхоза «Большевик» Куня-Ургенчского района Ташаузской области | 30.07.1951      | [ ГС 28 ]  |
| 31        | Атарбаев Дусмухамед                      | 1912 — ????             | Директор совхоза «30 лет комсомола» Министерства хлопководства СССР, Сурхан-Дарьинская область                                                                                          | 02.10.1952      |            |
| 32        | Атекаева Акыш                            | род. 1921               | Звеньевая колхоза «Большевик» Куня-Ургенчского района Ташаузской области | 30.07.1951      | [ ГС 29 ]  |
| 33        | Атишев Боронбай                          | 1930 — 07.04.1984       | Бригадир колхоза «Россия» Наукатского района Ошской области | 30.04.1966      | [ ГС 30 ]  |
| 34        | Атласкин Авенир Алексеевич               | 30.01.1918 — 23.09.2012 | Агроном колхоза имени Кирова Кстовского района Горьковской области | 15.06.1950      | [ ГС 31 ]  |
| 35        | Атмажитова Людмила Михайловна            | 05.12.1936 — 10.10.1999 | Доярка Тюбукского совхоза Каслинского района Челябинской области | 06.09.1973      | [ ГС 32 ]  |
| 36        | Атрахович (Крапива) Кондрат Кондратьевич | 05.03.1896 — 07.01.1991 | Академик Академии наук Белорусской ССР, народный писатель Белорусской ССР, гор. Минск                                                                                                   | 16.06.1975      | [ ГС 33 ]  |
| 37        | Атрохов Михаил Варфоломеевич             | 15.10.1928 — 18.08.1999 | Проходчик шахты № 1 Центральная треста «Красноармейскуголь» Министерства угольной промышленности Украинской ССР, Сталинская область                                                     | 26.04.1957      | [ ГС 34 ]  |
| 38        | Атрощенко Василий Иванович               | 16.07.1906 — 16.06.1991 | Заведующий кафедрой Харьковского политехнического института имени В. И. Ленина, член-корреспондент Академии наук Украинской ССР                                                         | 20.07.1971      | [ ГС 35 ]  |
| 39        | Аттоев Салих Харунович                   | 05.01.1934 — 28.08.1992 | Старший чабан колхоза «Путь к коммунизму» Советского района Кабардино-Балкарской АССР                                                                                                   | 22.03.1966      | [ ГС 36 ]  |
| 40        | Атчабаров Картабай                       | 1882 — ????             | Заведующий коневодством колхоза имени Чкалова Таласского района Джамбулской области | 23.07.1948      | [ ГС 37 ]  |
| 41        | Атькова Мария Андреевна                  | 1921—2010               | Свинарка совхоза «Комсомолец» Кинельского района Куйбышевской области | 22.03.1966      | [ ГС 38 ]  |
| 42        | Ауельбеков Еркин Нуржанович              | 22.06.1930 — 29.01.1999 | Первый секретарь Кокчетавского обкома Компартии Казахстана | 10.12.1973      | [ ГС 39 ]  |
| 43        | Аузиньш Улдис Янович                     | 10.07.1933 — 02.01.2017 | Тракторист совхоза «Буртниеки» Валмиерского района Латвийской ССР | 23.06.1966      | [ ГС 40 ]  |
| 44        | Аулов Григорий Максимович                | 12.03.1930 — 12.12.2016 | Сталевар Люблинского литейно-механического завода Министерства путей сообщения СССР, гор. Москва                                                                                        | 04.08.1966      | [ ГС 41 ]  |
| 45        | Аулов Евгений Петрович                   | 10.11.1912 — 03.05.1999 | Первый секретарь Большемурашкинского райкома КПСС, Горьковская область | 08.04.1971      | [ ГС 42 ]  |
| 46        | Афанасик Тереза Владимировна             | 24.09.1933 — 05.08.2011 | Доярка совхоза «Россь» Волковысского района Гродненской области | 06.09.1973      | [ ГС 43 ]  |
| 47        | Афанасов Владимир Александрович          | 26.09.1920 — 08.02.1996 | Электромонтёр Северодвинского эксплуатационно-технического узла связи Министерства связи СССР, Архангельская область                                                                    | 05.03.1976      | [ ГС 44 ]  |
| 48        | Афанасьев Владимир Александрович         | 15.08.1915 — 04.07.1998 | Заместитель директора по научной работе Научно-исследовательского института «Титан» Министерства электронной промышленности СССР, Московская область                                    | 29.03.1976      | [ ГС 45 ]  |
| 49        | Афанасьев Иван Мефодьевич                | 27.06.1928 — 21.07.2013 | Тракторист Комсомольского леспромхоза Министерства лесной и деревообрабатывающей промышленности СССР, Ханты-Мансийский национальный округ                                               | 07.05.1971      | [ ГС 46 ]  |
| 50        | Афанасьев Кирилл Петрович                | 11.05.1909 — 05.07.1996 | Бригадир полеводческой бригады зернового совхоза «Целинский» Министерства совхозов СССР, Целинский район Ростовской области                                                             | 03.04.1948      | [ ГС 47 ]  |
| 51        | Афанасьев Николай Михайлович             | 14.11.1916 — 15.03.2009 | Ведущий конструктор Центрального конструкторско-исследовательского бюро спортивного и охотничьего оружия Министерства оборонной промышленности СССР, гор. Тула                          | 14.11.1986      | [ ГС 48 ]  |
| 52        | Афанасьев Павел Филиппович               | 1916 — ????             | Бригадир тракторной бригады колхоза имени Чкалова Новомиргородского района Кировоградской области                                                                                       | 08.12.1973      |            |
| 53        | Афанасьева Антонина Васильевна           | 21.11.1923 — 28.06.2008 | Доярка совхоза «Лазурный» Красноармейского района Челябинской области | 08.04.1971      | [ ГС 49 ]  |
| 54        | Афанасьева Валентина Степановна          | 26.12.1917 — 03.12.2005 | Заместитель директора средней школы № 26 гор. Комсомольска-на-Амуре Хабаровского края                                                                                                   | 01.07.1968      | [ ГС 50 ]  |
| 55        | Афанасьева Ольга Прокопьевна             | 24.06.1925 — 12.02.2007 | Звеньевая колхоза «Победа» Нижне-Тагильского района Свердловской области | 09.03.1948      | [ ГС 51 ]  |
| 56        | Афанасьева Таисия Ивановна               | род. 18.08.1947         | Прядильщица Чебоксарского хлопчатобумажного комбината имени 60-летия СССР Министерства текстильной промышленности РСФСР, Чувашская АССР                                                 | 13.12.1985      | [ ГС 52 ]  |
| 57        | Афицеров Пётр Иванович                   | 18.08.1928 — 16.12.1997 | Бригадир колхоза «Путь Ленина» Горецкого района Могилёвской области | 30.04.1966      | [ ГС 53 ]  |
| 58        | Афлятунова Фатыма Фардеевна              | 1921 — 30.08.2004       | Трактористка колхоза имени Ленина Абдулинского района Оренбургской области | 23.06.1966      | [ ГС 54 ]  |
| 59        | Афонин Александр Андреевич               | 1909 — ????             | Главный инженер шахты № 3—5 «Сокологоровка» треста «Первомайскуголь» комбината «Луганскуголь» Министерства угольной промышленности Украинской ССР, Луганская область                    | 29.06.1966      | [ ГС 55 ]  |
| 60        | Афонин Борис Дмитриевич                  | 30.07.1927 — 25.09.2003 | Токарь-расточник Ковровского экскаваторного завода Министерства строительного, дорожного и коммунального машиностроения СССР, Владимирская область                                      | 20.04.1971      | [ ГС 56 ]  |
| 61        | Афонин Михаил Яковлевич                  | 02.02.1912 — 26.11.1981 | Управляющий трестом «Шахтёрскантрацит» Министерства угольной промышленности Украинской ССР, Сталинская область                                                                          | 26.04.1957      | [ ГС 57 ]  |
| 62        | Афонин Николай Степанович                | 18.04.1932 — 15.01.2013 | Бригадир тракторной бригады совхоза «Ярищенский» Колпнянского района Орловской области                                                                                                  | 23.06.1966      | [ ГС 58 ]  |
| 63        | Афонин Павел Васильевич                  | 1915 — 16.06.1986       | Экскаваторщик треста «Мосстроймеханизация» № 1 Главмосстроя | 01.02.1957      | [ ГС 59 ]  |
| 64        | Афонин Пётр Константинович               | 12.02.1931 — 06.09.2000 | Наладчик 5-го Государственного подшипникового завода Министерства автомобильной промышленности СССР, гор. Томск                                                                         | 31.03.1981      | [ ГС 60 ]  |
| 65        | Афонина Александра Александровна         | 02.09.1937 — 01.06.1999 | Доярка колхоза имени Калинина Новоаннинского района Волгоградской области | 06.09.1973      | [ ГС 61 ]  |
| 66        | Африкантов Игорь Иванович                | 21.10.1916 — 19.07.1969 | Главный конструктор ОКБ завода № 92 Совета народного хозяйства Горьковского экономического административного района                                                                     | 14.05.1960      | [ ГС 62 ]  |
| 67        | Афросин Александр Николаевич             | 01.01.1919 — 19.02.2007 | Председатель колхоза «Россия» Базарно-Карабулакского района Саратовской области | 07.12.1973      | [ ГС 63 ]  |
| 68        | Ахадов Аждар Баба оглы                   | 1881 — 16.06.1972       | Председатель колхоза имени Чапаева Масаллинского района Азербайджанской ССР | 17.08.1950      | [ ГС 64 ]  |
| 68.000002 | Ахадова Джахан Гасан кызы                | 1932 — ????             | Звеньевая колхоза «Шарк» Куткашенского района Азербайджанской ССР | 01.07.1949      |            |
| 69        | Ахайми Василий Васильевич                | 1917 — 25.09.1968       | Бригадир рыболовецкого колхоза имени Ленина Олюторского района Корякского национального округа Камчатской области                                                                       | 13.04.1963      | [ ГС 65 ]  |
| 70        | Ахалая Константин Яковлевич              | 1903 — ????             | Звеньевой колхоза имени Руставели Хобского района Грузинской ССР | 19.05.1948      |            |
| 71        | Ахалая Татьяна Ильинична                 | 1928 — ????             | Звеньевая колхоза «Ингири» Зугдидского района Грузинской ССР | 21.02.1948      | [ ГС 66 ]  |
| 72        | Ахбетов Нугман                           | 1881—1975               | Старший табунщик колхоза имени Калинина Денгизского района Гурьевской области | 23.07.1948      | [ ГС 67 ]  |
| 73        | Ахвердян Егор Овсепович                  | 02.04.1901 — 12.04.1962 | Председатель колхоза «Бекум» Сисианского района Армянской ССР | 16.04.1949      | [ ГС 68 ]  |
| 74        | Ахвердян Овсеп Алексанович               | 1924 — ????             | Звеньевой колхоза «Бекум» Сисианского района Армянской ССР | 16.04.1949      | [ ГС 69 ]  |
| 75        | Ахвледиани Дзика Дзикуевна               | род. 1924               | Колхозница колхоза имени Ленина Окумского сельсовета Гальского района Абхазской АССР | 29.08.1949      | [ ГС 70 ]  |
| 76        | Ахилбеков Кошим                          | 1903 — ????             | Бригадир колхоза № 1 имени Карла Маркса Сыр-Дарьинского района Ташкентской области | 07.05.1951      |            |
| 77        | Ахмадеев Галей Авхадеевич                | 1908 — 12.09.1974       | Машинист локомотивного депо Курорт-Боровое Казахской железной дороги, Щучинский район Кокчетавской области                                                                              | 01.08.1959      | [ ГС 71 ]  |
| 78        | Ахмадиева Ганзя Галимовна                | 20.01.1937 — 17.10.2021 | Бригадир маляров специализированного управления № 10 Татэнергостроя Министерства энергетики и электрификации СССР, Татарская АССР                                                       | 13.06.1980      | [ ГС 72 ]  |
| 79        | Ахмадуллин Исмагил Ибрагимович           | 18.06.1927 — 12.07.1995 | Комбайнёр колхоза имени Габдуллы Тукая Черемшанского района Татарской АССР | 23.06.1966      | [ ГС 73 ]  |
| 79.000003 | Ахматова Шамкыз Магомедовна              | род. 1940               | Мастер машинного доения совхоза «Нальчикский», гор. Нальчик Кабардино-Балкарской АССР                                                                                                   | 22.03.1966      | [ ГС 74 ]  |
| 80        | Ахмеджанов Николай Мустафович            | 1927 — 03.1976          | Старший загрузчик плавильного цеха Усть-Каменогорского свинцово-цинкового комбината имени В. И. Ленина, Восточно-Казахстанская область                                                  | 28.05.1960      | [ ГС 75 ]  |
| 81        | Ахмединов Анес Ахмединович               | 14.08.1939 — 17.11.2020 | Бригадир совхоза «Спартак» Краснокутского района Павлодарской области | 03.03.1980      | [ ГС 76 ]  |
| 82        | Ахмедов Амиркул                          | род. 1927               | Звеньевой колхоза «Шарк Хакикат» Денауского района Сурхан-Дарьинской области | 18.05.1949      |            |
| 83        | Ахмедов Ахмед Дадаш оглы                 | 20.05.1936 — 30.07.2023 | Бригадир колхоза имени С. Шаумяна Ждановского района Азербайджанской ССР | 23.02.1981      | [ ГС 77 ]  |
| 84        | Ахмедов Гусейн Коджа оглы                | 04.06.1903 — 21.02.1984 | Управляющий отделением зернового совхоза имени Орджоникидзе Министерства совхозов СССР, Нухинский район Азербайджанской ССР                                                             | 05.04.1948      | [ ГС 78 ]  |
| 84.000004 | Ахмедов Дурсун Ахмед оглы                | 10.05.1929 — 23.01.1980 | Звеньевой колхоза «Социализм» Марнеульского района Грузинской ССР | 03.07.1950      |            |
| 85        | Ахмедов Закир Бекир оглы                 | 09.06.1932 — 26.06.2010 | Звеньевой колхоза имени Азизбекова Куткашенского района Азербайджанской ССР | 01.07.1949      | [ ГС 79 ]  |
| 86        | Ахмедов Каракиши Ахлиман оглы            | 07.03.1926 — 2012       | Тракторист Карягинской МТС Карягинского района Азербайджанской ССР | 12.07.1950      | [ ГС 80 ]  |
| 87        | Ахмедов Мамед Мамедгасан оглы            | 1903—1963               | Председатель колхоза имени Ленина Джебраильского района Азербайджанской ССР | 10.03.1948      | [ ГС 81 ]  |
| 88        | Ахмедов Наби                             | 1918 — ????             | Бригадир колхоза имени Кирова Комсомольского района Самаркандской области | 12.07.1949      |            |
| 89        | Ахмедов Раим                             | 1928 — ????             | Звеньевой колхоза имени Ленина Алты-Арыкского района Ферганской области | 11.01.1957      | [ ГС 82 ]  |
| 90        | Ахмедов Рахматулло                       | 1924—2005               | Первый секретарь Шахринауского райкома Компартии Таджикистана | 17.01.1957      | [ ГС 83 ]  |
| 91        | Ахмедов Рузы                             | род. 1927               | Звеньевой колхоза «Шарк Хакикат» Денауского района Сурхан-Дарьинской области | 18.05.1949      |            |
| 92        | Ахмедов Сабир Атакиши оглы               | 16.06.1933 — 16.06.2016 | Бригадир колхоза «Ени Мугань» Сальянского района Азербайджанской ССР | 12.12.1973      | [ ГС 84 ]  |
| 93        | Ахмедов Садраддин Бабаш оглы             | 01.07.1923 — 25.03.2012 | Бригадир совхоза имени М. А. Сабира Шемахинского района Азербайджанской ССР | 06.06.1984      | [ ГС 85 ]  |
| 94        | Ахмедов Таптых Самед оглы                | 1914 — 23.04.1975       | Директор виноградарского совхоза имени Азизбекова Министерства пищевой промышленности СССР, Шамхорский район Азербайджанской ССР                                                        | 04.09.1950      | [ ГС 86 ]  |
| 95        | Ахмедов Хасанча                          | род. 1925               | Звеньевой колхоза имени Сталина Андижанского района Андижанской области | 07.05.1951      |            |
| 96        | Ахмедов Шюкюр Али оглы                   | 12.05.1926 — 05.07.1970 | Старший чабан колхоза имени Берия Нахичеванского района Нахичеванской АССР | 24.06.1949      | [ ГС 87 ]  |
| 97        | Ахмедова Гамаил Бехбуд кызы              | 28.03.1926 — 20.12.2019 | Звеньевая колхоза имени Багирова Карягинского района Азербайджанской ССР | 17.06.1950      | [ ГС 88 ]  |
| 98        | Ахмедова Зейнаб Усуб кызы                | 10.11.1911 — 01.08.1985 | Звеньевая колхоза «III Интернационал» Тертерского района Азербайджанской ССР | 01.07.1949      | [ ГС 89 ]  |
| 99        | Ахмедова Зубойра                         | род. 1928               | Звеньевая колхоза имени Дзержинского Гиссарского района Сталинабадской области | 01.03.1948      |            |
| 100       | Ахмедова Кулькалам Ахмед кызы            | 1922—1987               | Звеньевая колхоза имени Ази Асланова Масаллинского района Азербайджанской ССР | 17.08.1950      | [ ГС 90 ]  |
| 101       | Ахмедова Кумри                           | 08.03.1915 — 06.2014    | Крутильщица Сталинабадского шёлкового комбината Таджикского совнархоза | 07.03.1960      | [ ГС 91 ]  |
| 102       | Ахмедова Хадыча Вахобовна                | 1918 — ????             | Акушерка районной больницы Папского района Наманганской области | 04.02.1969      | [ ГС 92 ]  |
| 103       | Ахмедова Шамси                           | 1918 — 11.05.2003       | Звеньевая колхоза имени Ленина Пролетарского района Ленинабадской области | 01.03.1948      | [ ГС 93 ]  |
| 104       | Ахмедова Шахназ Ахмед кызы               | 1923—1954               | Звеньевая колхоза имени Ленина Джебраильского района Азербайджанской ССР | 10.03.1948      | [ ГС 94 ]  |
| 105       | Ахмедсафин Уфа Мендыбаевич               | 15.07.1912 — 21.10.1984 | Директор Института гидрогеологии и гидрофизики Академии наук Казахской ССР, академик АН Казахской ССР, гор. Алма-Ата                                                                    | 13.03.1969      | [ ГС 95 ]  |
| 106       | Ахмедьянов Яныбай Шагибалович            | 20.02.1936 — 25.09.2010 | Тракторист совхоза «Байрамгуловский» Учалинского района Башкирской АССР | 08.04.1971      | [ ГС 96 ]  |
| 107       | Ахмедяров Керим                          | 19.04.1917 — ????       | Председатель колхоза «40 лет Туркменской ССР» Ашхабадского района Ашхабадской области                                                                                                   | 06.06.1984      | [ ГС 97 ]  |
| 108       | Ахмеров Ахмет Ибатуллович                | 15.05.1920 — 25.08.1978 | Сборщик покрышек Ярославского шинного завода Министерства нефтеперерабатывающей и нефтехимической промышленности СССР                                                                   | 20.04.1971      | [ ГС 98 ]  |
| 109       | Ахметвалеев Леонид Нургалович            | 14.10.1931 — 27.07.2006 | Командир вертолёта Восточно-Сибирского управления гражданской авиации Министерства гражданской авиации СССР, Бурятская АССР                                                             | 10.03.1981      | [ ГС 99 ]  |
| 110       | Ахметгареев Акмалетдин Зиганович         | 04.02.1932 — 28.08.2002 | Буровой мастер Нефтекамского управления буровых работ объединения «Башнефть» Министерства нефтяной промышленности СССР, Башкирская АССР                                                 | 30.03.1971      | [ ГС 100 ] |
| 111       | Ахметов Амангельды                       | 10.05.1942 — 27.03.2020 | Звеньевой Кзыл-Ординской государственной зональной машиноиспытательной станции Сырдарьинского района Кзыл-Ординской области                                                             | 19.02.1981      | [ ГС 101 ] |
| 112       | Ахметов Дамир Рахмиевич                  | 17.08.1936 — 20.06.2008 | Комбайнёр колхоза «Магариф» Сармановского района Татарской АССР | 23.06.1966      | [ ГС 102 ] |
| 113       | Ахметов Елеусин                          | 1881 — ????             | Заведующий коневодством колхоза имени Красина Испульского района Гурьевской области | 23.07.1948      |            |
| 114       | Ахметов Муссаби Хапитович                | 20.09.1922 — 23.02.1983 | Первый секретарь Урванского райкома КПСС, Кабардино-Балкарская АССР | 23.06.1966      | [ ГС 103 ] |
| 115       | Ахметов Токберген                        | 1884 — ????             | Старший чабан колхоза имени Сталина Улутауского района Карагандинской области | 12.07.1949      | [ ГС 104 ] |
| 116       | Ахметов Туруспек                         | 1914 — 04.12.1991       | Бригадир малой комплексной бригады Зыряновского леспромхоза Министерства лесной, целлюлозно-бумажной и деревообрабатывающей промышленности СССР, Восточно-Казахстанская область         | 17.09.1966      | [ ГС 105 ] |
| 117       | Ахмылина Лидия Спиридоновна              | 17.07.1937 — 12.01.1997 | Доярка колхоза имени XXII съезда КПСС Кожевниковского района Томской области | 22.03.1966      | [ ГС 106 ] |
| 118       | Ахналиев Нургали                         | 1887 — ????             | Старший чабан колхоза имени «Правды» Джангалинского района Западно-Казахстанской области                                                                                                | 23.07.1948      |            |
| 119       | Ахобадзе Александра Теопановна           | род. 1928               | Рабочая Ингирского совхоза имени Берия Министерства сельского хозяйства СССР, Зугдидский район Грузинской ССР                                                                           | 31.07.1950      |            |
| 120       | Ахохов Анатолий Хажмусович               | 17.04.1929 — 09.01.2019 | Генеральный директор Кабардино-Балкарского производственного объединения «Севкавэлектронмаш» Министерства приборостроения, средств автоматизации и систем управления СССР, гор. Нальчик | 10.06.1986      | [ ГС 107 ] |
| 121       | Ахроров Исмоил                           | 1932—1991               | Машинист экскаватора строительно-монтажного управления № 8 Министерства мелиорации и водного хозяйства Таджикской ССР, Ходжентский район                                                | 08.04.1971      |            |
| 122       | Ахунбабаев Салиджан                      | 1886 — 09.12.1961       | Агроном колхоза имени Ленина Ахунбабаевского района Ферганской области | 11.01.1957      | [ ГС 108 ] |
| 123       | Ахунов Камал Баратович                   | 1912—1982               | Врач больницы города Ура-Тюбе, Таджикская ССР | 04.02.1969      | [ ГС 109 ] |
| 124       | Ахъяруллин Исмагил Ахьярович             | 10.07.1910 — 07.05.2004 | Директор Давлекановского совхоза Давлекановского района Башкирской АССР | 23.06.1966      | [ ГС 110 ] |
| 125       | Ачилов Ахат                              | 1912 — 14.11.1989       | Председатель Орджоникидзебадского райисполкома Сталинабадской области | 01.03.1948      | [ ГС 111 ] |
| 126       | Ачилов Мингбай                           | 1900 — ????             | Звеньевой колхоза имени Карла Маркса Регарского района Сталинабадской области | 02.06.1948      |            |
| 127       | Ашанин Александр Данилович               | 23.07.1921 — 02.08.1994 | Бригадир ордена Ленина колхоза имени Сталина Вурнарского района Чувашской АССР | 19.03.1948      | [ ГС 112 ] |
| 128       | Ашанин Василий Данилович                 | 13.01.1918 — 05.10.1963 | Бригадир ордена Ленина колхоза имени Сталина Вурнарского района Чувашской АССР | 19.03.1948      | [ ГС 113 ] |
| 129       | Ашимбаев Нусипбек                        | 15.05.1910 — 19.01.2010 | Председатель колхоза имени Ленина Нарынкольского района Алма-Атинской области | 19.02.1981      | [ ГС 114 ] |
| 130       | Ашимов Байкен Ашимович                   | 10.08.1917 — 05.02.2010 | Председатель Совета Министров Казахской ССР, гор. Алма-Ата | 09.08.1977      | [ ГС 115 ] |
| 131       | Ашинов Якуб Нухович                      | 10.01.1929 — 20.02.1995 | Звеньевой колхоза имени Ленина Теучежского района Адыгейской автономной области | 23.06.1966      | [ ГС 116 ] |
| 132       | Аширалиев Мамед Мискин оглы              | 1912 — 30.03.1998       | Звеньевой колхоза имени Клары Цеткин Шамхорского района Азербайджанской ССР | 08.08.1950      | [ ГС 117 ] |
| 133       | Аширмурадов Мамед                        | 1923 — ????             | Машинист локомотивного депо Ашхабад Ашхабадской железной дороги, Туркменская ССР | 01.08.1959      | [ ГС 118 ] |
| 134       | Аширов Ашир Халлиевич                    | 30.03.1923 — ????       | Старший оператор Красноводского нефтеперерабатывающего завода Министерства нефтеперерабатывающей и нефтехимической промышленности СССР, Туркменская ССР                                 | 28.05.1966      | [ ГС 119 ] |
| 135       | Ашкарян Андроник Тигранович              | род. 1928               | Звеньевой колхоза имени Сталина Сухумского района Абхазской АССР | 03.05.1949      | [ ГС 120 ] |
| 136       | Ашкарян Ефрем Абрамович                  | 1904 — 06.1982          | Председатель колхоза имени Сталина Сухумского района Абхазской АССР | 03.05.1949      | [ ГС 121 ] |
| 137       | Ашпин Борис Иннокентьевич                | 12.12.1928 — 21.04.2020 | Директор Западно-Сибирского металлургического комбината имени 50-летия Великого Октября Министерства чёрной металлургии СССР, Кемеровская область                                       | 29.04.1986      | [ ГС 122 ] |
| 138       | Ашуров Нарзулла                          | 1913 — ????             | Тракторист 1-й Гала-Ассийской МТС Бухарской области | 11.01.1957      | [ ГС 123 ] |
| 139       | Ашуров Сайфутдин                         | 1900 — ????             | Председатель колхоза имени Калинина Алтын-Кульского района Андижанской области | 11.01.1957      | [ ГС 124 ] |
| 140       | Ашуров Шарифбай                          | 1904—1982               | Бригадир тракторно-полеводческой бригады колхоза имени Фрунзе Ленинабадского района Ленинабадской области                                                                               | 25.12.1959      | [ ГС 125 ] |
| 141       | Ашуров Юсуфджан                          | 02.05.1907 — 04.02.1973 | Звеньевой колхоза имени Молотова Ленинабадского района Ленинабадской области | 03.05.1949      | [ ГС 126 ] |
| 142       | Ашурова Кимат                            | 1915—1986               | Бригадир хлопководческой бригады колхоза имени Дзержинского Гиссарского района Таджикской ССР                                                                                           | 17.01.1957      | [ ГС 127 ] |
| 143       | Ашурова Ташбиби                          | 1925 — ????             | Звеньевая колхоза «Кзыл Нишон» Пахтаабадского района Сталинабадской области | 01.03.1948      | [ ГС 128 ] |
| 144       | Ащева Наталья Петровна                   | 05.09.1924 — 18.11.2011 | Заместитель главного врача районной больницы Кавказского района Краснодарского края | 04.02.1969      | [ ГС 129 ] |
| 145       | Аюбова Шумисат Аюбовна                   | род. 1936               | Птичница совхоза «Джалка» Шалинского района Чечено-Ингушской АССР | 22.03.1966      | [ ГС 130 ] |
| 146       | Аюпов Арон                               | 1903 — ????             | Председатель колхоза «Родина» Новобогатинского района Гурьевской области | 23.07.1948      | [ ГС 131 ] |
| 147       | Аюпов Рафгетдин Талипович                | 15.03.1914 — 19.12.1987 | Машинист Субханкуловской нефтеперекачивающей станции Урало-Сибирского нефтепроводного управления Главнефтеснаба РСФСР, Башкирская АССР                                                  | 23.05.1966      | [ ГС 132 ] |
| 148       | Аябаева Мария                            | 23.02.1939 — 29.07.2015 | Старший чабан совхоза «Архарлинский» Кербулакского района Талды-Курганской области | 05.12.1985      | [ ГС 133 ] |
| 149       | Аязбаев Габден Утегенович                | 18.03.1899 — 04.06.1969 | Директор овцеводческого совхоза «Джурунский» Министерства совхозов СССР, Темирский район Актюбинской области                                                                            | 03.12.1949      | [ ГС 134 ] |
| 150       | Аяндыков Садвакас                        | 1890—1970               | Старший конюх колхоза имени Карла Маркса Атбасарского района Акмолинской области | 23.07.1948      | [ ГС 135 ] |
| 151       | Аяпов Ахат                               | 07.01.1909 — 06.07.1971 | Старший скотник совхоза «Теренкульский» Казталовского района Уральской области | 22.03.1966      | [ ГС 136 ] |
| 152       | Аяускайте Валерия Антано                 | род. 1937               | Доярка колхоза «Пяргале» Биржайского района Литовской ССР | 06.09.1973      |            |

| Навигационная таблица | Навигационная таблица  |
| --------------------- | ---------------------- |
| «А»                   | Абаев — Авшалумов      |
| «А»                   | Ага Дадаш — Акыниязов  |
| «А»                   | Алабугина — Алямкина   |
| «А»                   | Амадалиев — Анюховская |
| «А»                   | Апайков — Асютченко    |
| «А»                   | Атабаев — Аяускайте    |